# Église Saint-Paul-Saint-Louis
Pour les articles homonymes, voir Église Saint-Paul.
L'église Saint-Paul-Saint-Louis, précédemment appelée église Saint-Louis-des-Jésuites, située dans le quartier du Marais à Paris (4e arrondissement), est une église catholique construite au XVIIe siècle par les architectes jésuites Étienne Martellange et François Derand, sur ordre de Louis XIII. Située rue Saint-Antoine, l'église jouxte le lycée Charlemagne, ancienne maison professe des jésuites à Paris.
Ce site est desservi par la station de métro Saint-Paul.

## Historique
La double titulature de l'église Saint-Paul-Saint-Louis est héritée de la Révolution française.
L'église Saint-Paul, premier édifice du Marais depuis l'antique chapelle de 632, devient une paroisse du diocèse de Paris en 1125. Reconstruite en 1431, elle est détruite à la suite de la Révolution en 1797. Grâce au concordat de 1802, la communauté chrétienne s'installe dans la chapelle Saint-Louis-des-Jésuites construite au XVIIe siècle. Le conseil de fabrique de la paroisse du 15 janvier 1803 demande au cardinal de Belloy-Morangle d'accoler le nom de Saint-Paul à celui de Saint-Louis pour désigner désormais la paroisse et l'église. Ces deux réalités sont désormais indissociables pour comprendre l'histoire et l'architecture de la paroisse Saint-Paul-Saint-Louis.

### Premier édifice: l'église Saint-Paul-des-Champs

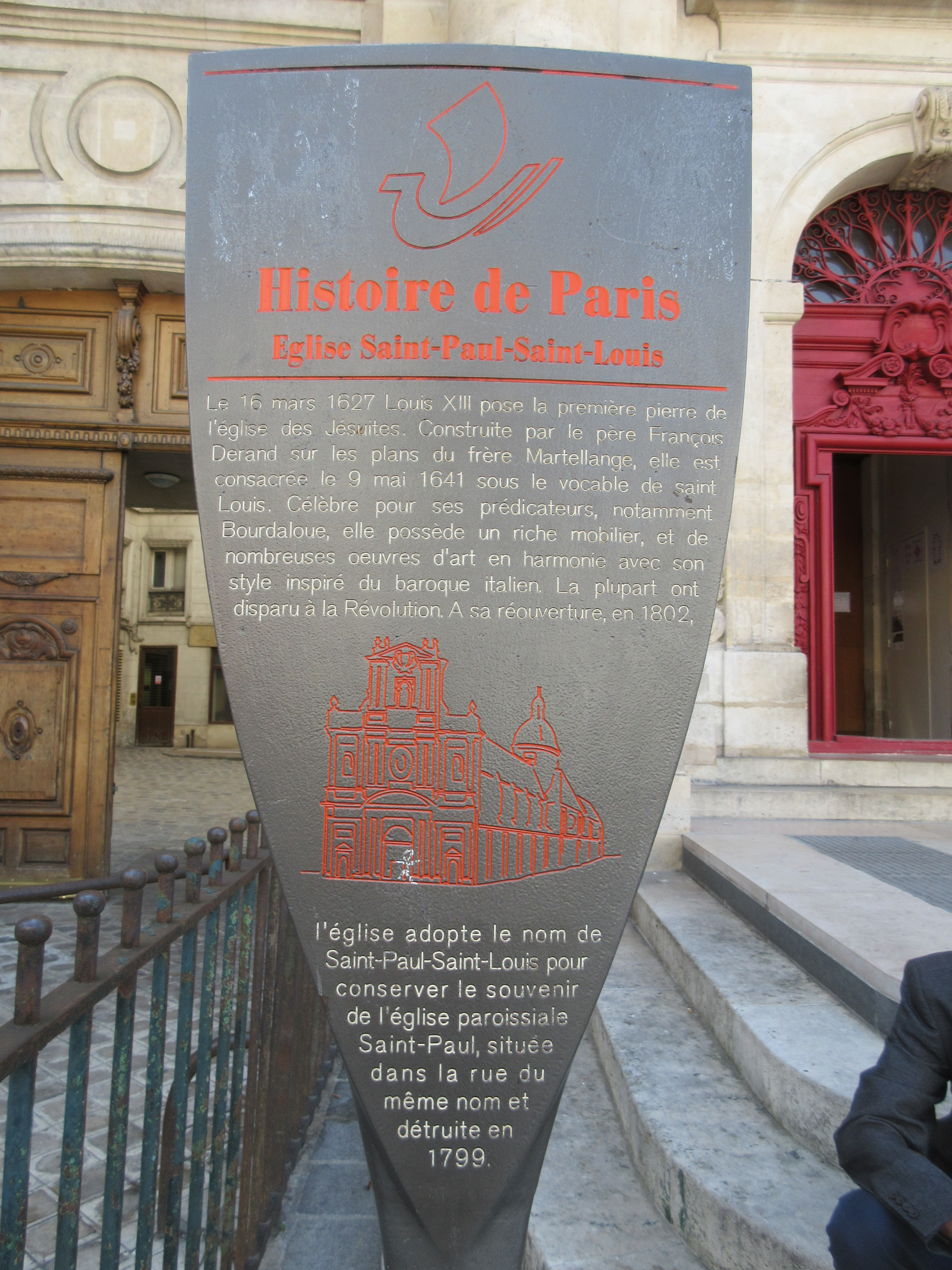
Panneau Histoire de Paris « Église Saint-Paul-Saint-Louis ».

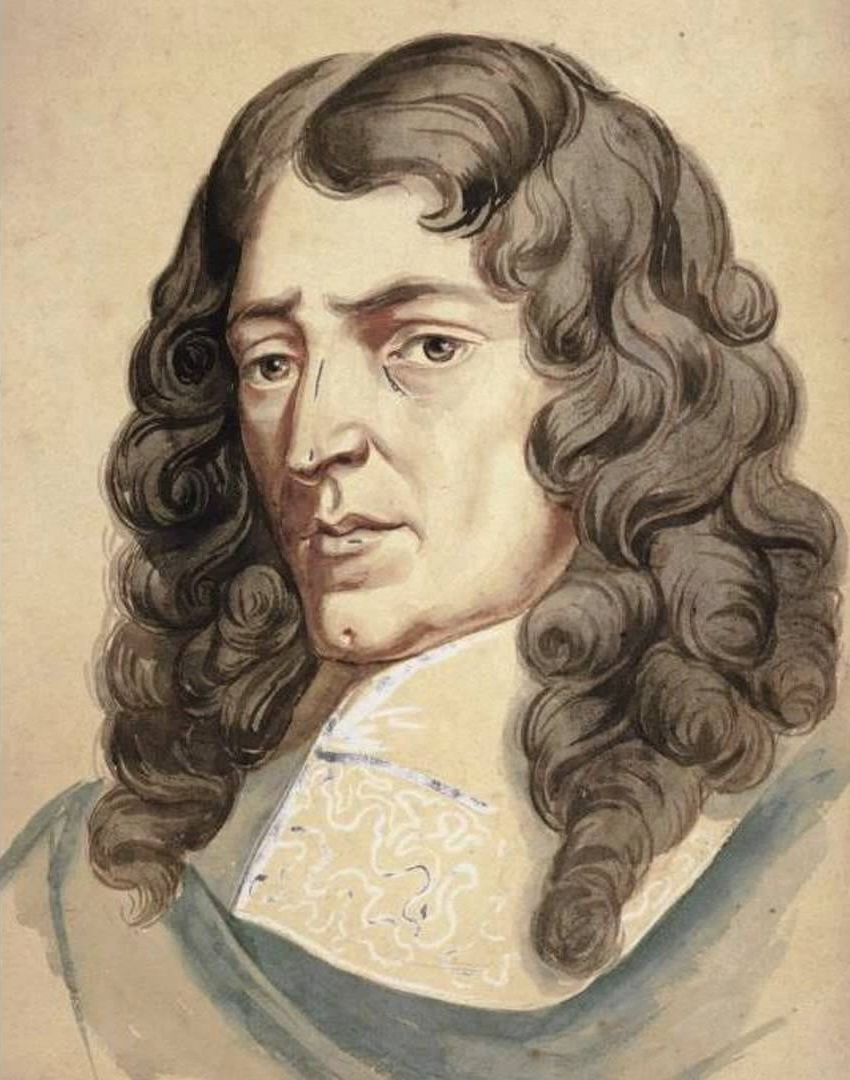
Marc-Antoine Charpentier, compositeur des Jésuites.

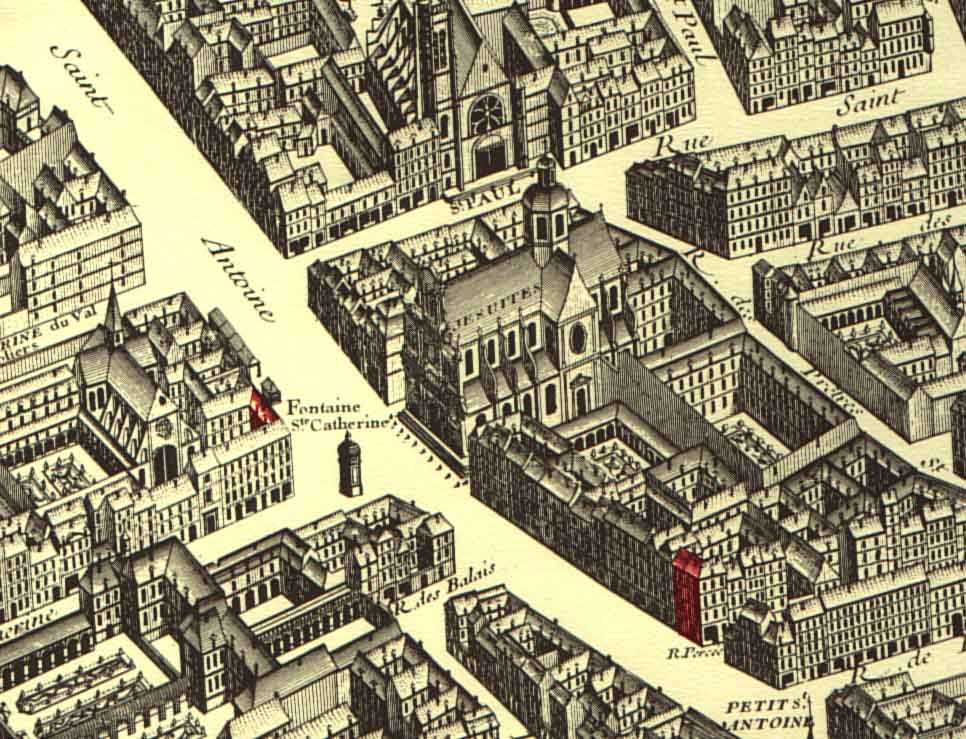
Églises Saint-Louis des Jésuites (future paroissiale Saint-Paul-Saint-Louis)
et Saint-Paul-des-Champs (en haut)
sur le plan de Turgot (1739).

Le premier édifice cultuel dédié à saint Paul l'Ermite (qui avait été inhumé par saint Antoine au désert d'Égypte) fut la « chapelle Saint-Paul-des-Champs » édifiée vers 632/642 au niveau de l'actuel no 30-32, à l'angle de la rue Saint-Paul et de la rue Neuve-Saint-Pierre. C'était une chapelle cimétériale élevée — selon la coutume de ne pas inhumer dans les villes, intra muros — au milieu de champs cultivés à l'est de Paris, en bordure du cimetière du monastère Saint-Éloi. Ce monastère, fondé pour des moniales par saint Éloi et Dagobert Ier, était quant à lui implanté au cœur de l'île du Palais (actuelle île de la Cité). Son emplacement correspondrait de nos jours au parvis actuel du palais de Justice. De là, on se rendait en barque au cimetière de la communauté ce qui était bien pratique lors des obsèques monastiques.
Le vocable Saint-Paul passa au cimetière et à l'église qui remplaça la chapelle et devint siège d'une paroisse en 1125. Celle-ci donna son nom au quartier Saint-Paul. L'église fut démantelée à la Révolution. La paroisse, supprimée fut rétablie au début du XIXe siècle dans l'ancienne église Saint-Louis des Jésuites (située dans le voisinage de l'ancienne église Saint-Paul), qui prit alors le double vocable Saint-Paul-Saint-Louis.
Un important cimetière était installé derrière l'église Saint Paul où furent enterrés entre autres Rabelais, Jean Nicot, Mansart.
Antoine Lavoisier fut second marguillier d'honneur et bienfaiteur de la paroisse Saint-Paul lorsqu'il fut régisseur des poudres à l'Arsenal jusqu'à la Révolution au cours de laquelle il fut guillotiné.

### L'église Saint-Louis-des-Jésuites

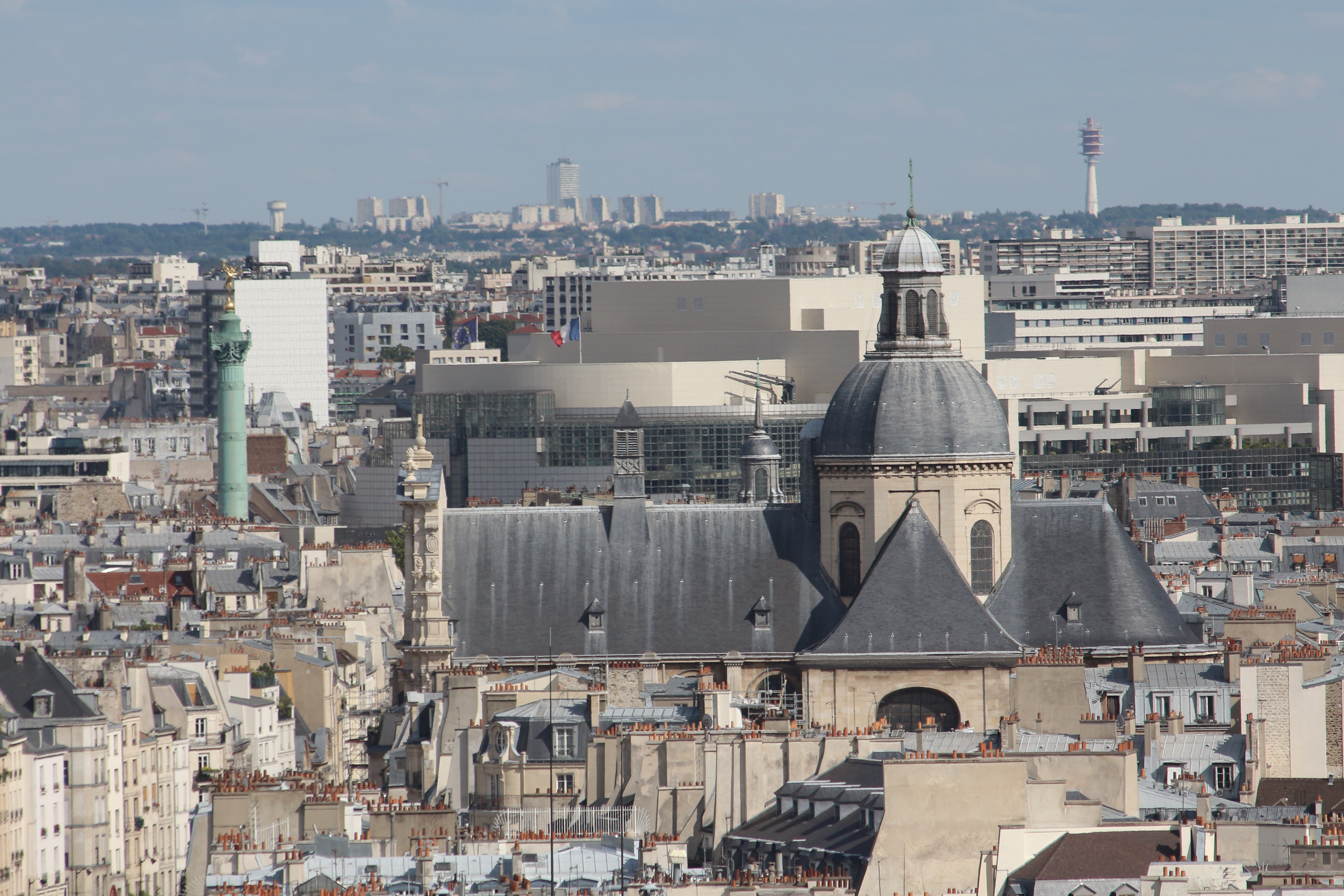
Le côté ouest vu depuis la tour Saint-Jacques.

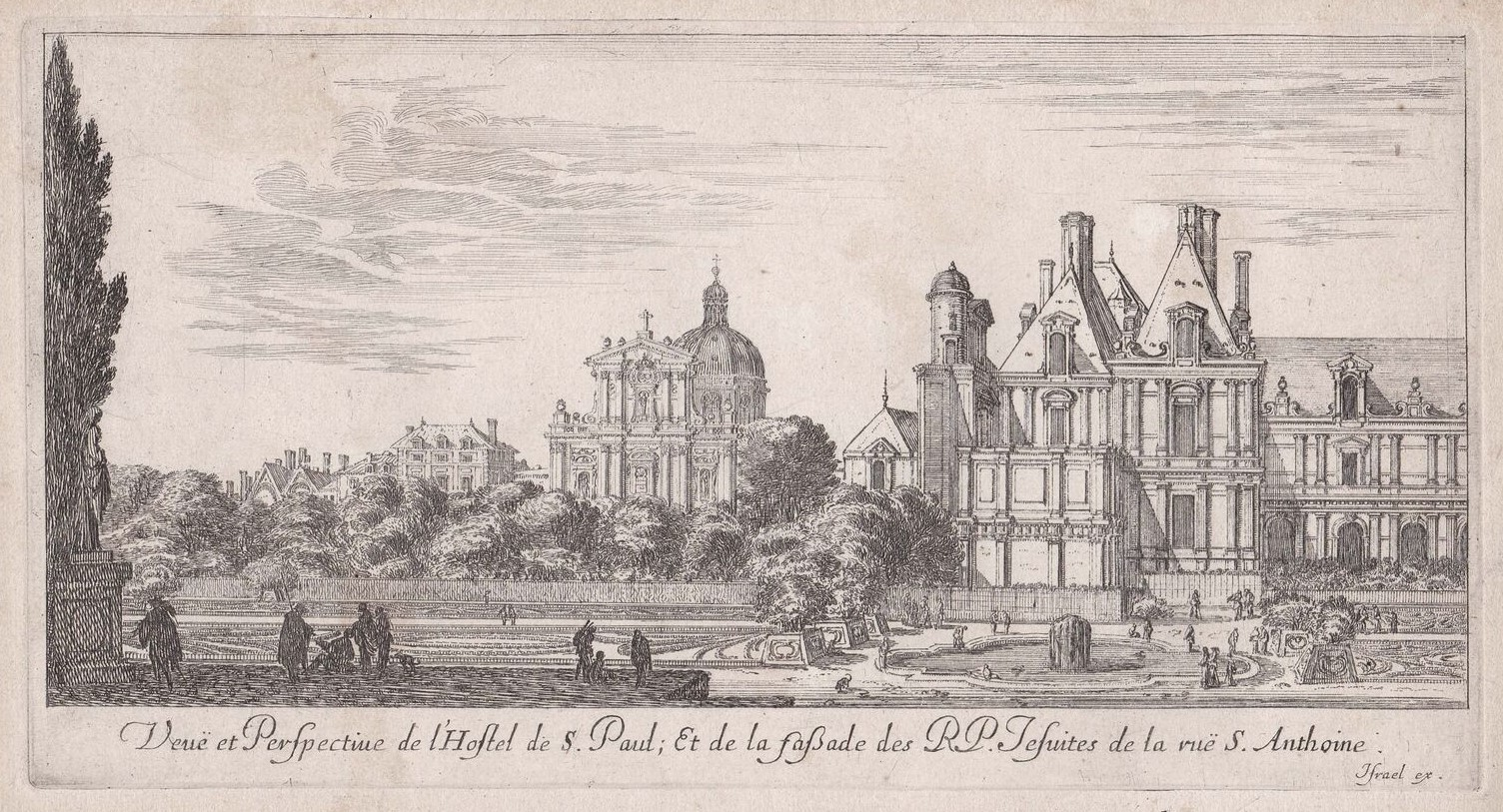
L'église Saint-Louis des Jésuites, par Israël Silvestre - v. 1650.

L'église s'élève en grande partie sur le terrain  de l'ancien hôtel Rochepot ou de Damville qui avait appartenu à Madeleine de Savoie, veuve d'Anne de Montmorency. Cette demeure, qui s'étendait de la rue Saint-Paul avec un accès à l'emplacement de l'actuel passage Saint-Paul jusqu'à la rue Saint-Antoine, comprenait plusieurs bâtiments, cours et jardins. Cet hôtel fut donné en 1580 par le cardinal Charles de Bourbon aux Jésuites qui y firent construire une chapelle Saint-Louis . 
Après leur retour en France — ils avaient été expulsés en 1595 —, les Jésuites récupèrent la chapelle qui apparaît trop petite. Pour la remplacer par un édifice plus vaste, le roi Louis XIII donne aux Jésuites en 1613 un terrain libéré par la démolition de l'enceinte de Philippe-Auguste et les Jésuites achètent également en 1629 l'hôtel de la Barre à l'emplacement du 14, rue Charlemagne et des propriétés voisines.
La première pierre de l'église est posée par le cardinal de Richelieu en 1627 pour la maison professe que les Jésuites occupent à proximité. Son premier nom est d'ailleurs « église Saint-Louis de la maison professe des Jésuites » ou « Saint-Louis des Jésuites ». La première messe est célébrée par le cardinal de Richelieu le 9 mai 1641, jour de l'Ascension. 
Mgr Ignace Cotolendi y est ordonné évêque le 7 novembre 1660, au titre des Missions étrangères de Paris. Le prédicateur jésuite Louis Bourdaloue, enterré dans la crypte, y prêche de nombreuses homélies, lors du Carême et de l'Avent, entre 1669 et 1693, et prononce l'oraison funèbre du Grand Condé en 1687. Madame de Sévigné assiste à tous ses sermons. Bossuet y prononce des oraisons et Esprit Fléchier y prêche également. Entre 1688 et 1698, Marc-Antoine Charpentier est maître de musique dans cette église ; lui succéderont Henry Desmarest, André Campra, Louis Marchand et Michel-Richard de Lalande.
Lorsque les Jésuites sont expulsés de France, en 1762, l'église est confiée aux chanoines du couvent Sainte-Catherine-du-Val-des-Écoliers.
Lors de la Révolution le culte de la Raison y est instauré et Robespierre y prêche contre l'athéisme hébertiste.

### L'église paroissiale Saint-Paul-Saint-Louis
Le culte catholique est rétabli en 1802, à la suite du Concordat signé entre la France et le Saint-Siège. L'église est appelée « église Saint-Paul-Saint-Louis » en souvenir de l'église Saint-Paul-des-Champs, détruite entre-temps, dont elle reprend la fonction d'église paroissiale.
Le 15 février 1843, Léopoldine Hugo épouse Charles Vacquerie dans la plus stricte intimité. À cette occasion, son père Victor Hugo offre deux bénitiers. Le 10 février 1887, l'église est classée au titre des monuments historiques.

### Liste des curés de Saint-Paul-Saint-Louis
- 1802-1810 : Joseph Delaleu
- 1811-1833 : Louis Joseph Leriche
- 1833-1839 : Marie François Roy
- 1839-1847 : Jean-Baptiste Levé
- 1847-1854 : Pierre Germain Laurentie
- 1854-1870 : Augustin Reboul
- 1870-1879 : André Léré
- 1880-1904 : Léon Granjux
- 1905-1921 : Jean Frisch
- 1921-1944 : Marie Alphonse Reboul
- 1944-1962 : Jean-Baptiste Roubinet
- 1962-1972 : Maurice Racouet
- 1972-1980 : René Ponthieu
- 1980-1989 : Pierre Lochet
- 1989-1995 : Michel Meunier
- 1995-2000 : Dominique Aubert
- 2000-2005 : Eric de Moulins-Beaufort
- 2005-2013 : Dominique Renard
- Depuis 2014 : Pierre Vivarès

## Architecture

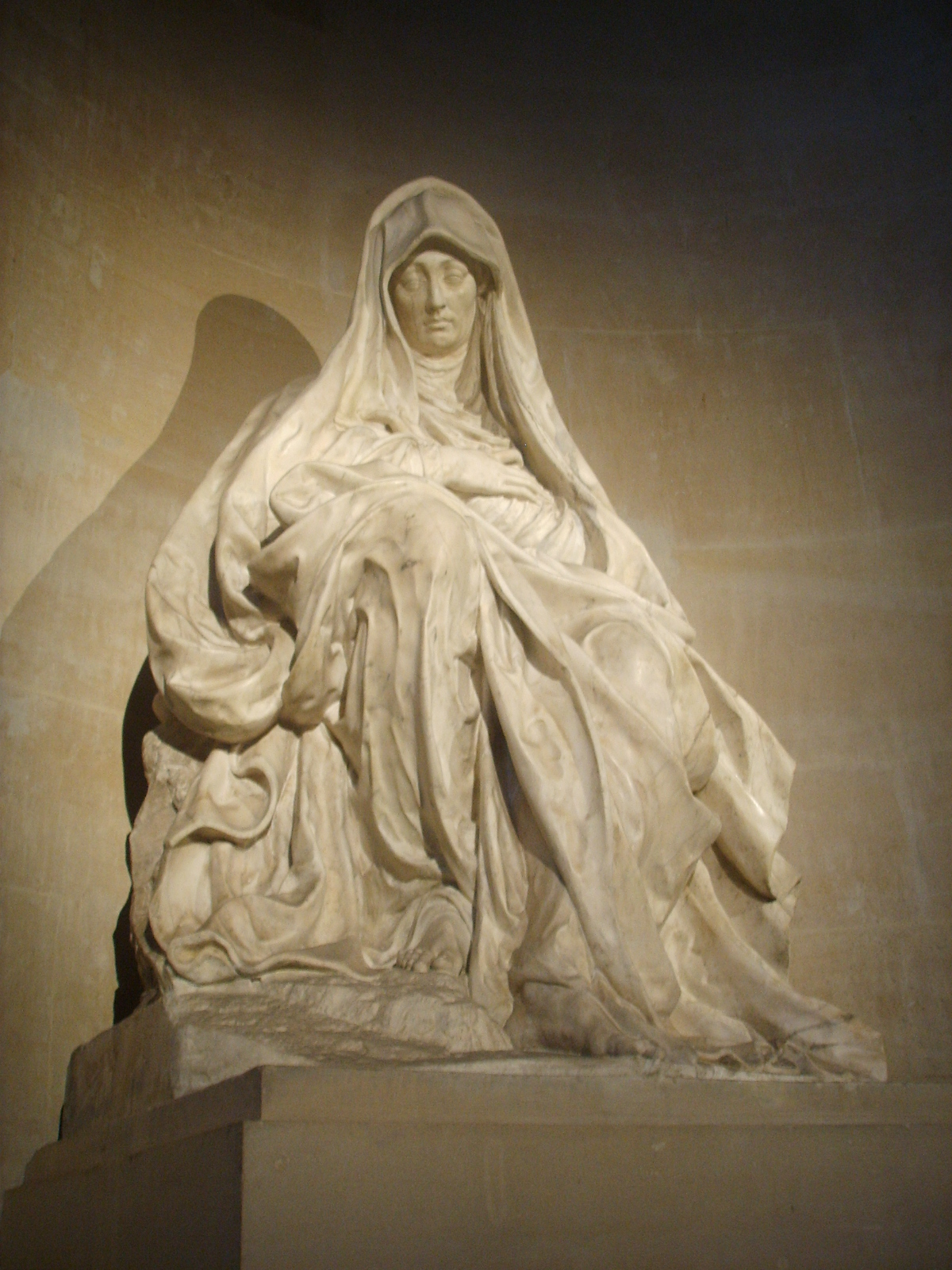
Germain Pilon, La Vierge de Douleur (1586).

L'église montre à la fois des éléments inspirés de l'Italie et des traditions françaises. Comme le note André Chastel, « l'ordre des Jésuites, tout en recommandant certaines dispositions, était attentif aux traditions locales ». On peut ainsi facilement la comparer à l'église du Gesù, à Rome, mais elle est plus étirée, en hauteur et en largeur. Le plan est un compromis entre la nef unique bordée de chapelles, présente au Gesù, et la croix latine de tradition française, sensible dans le transept étiré. Celui-ci, peu saillant, ainsi que l'abside courte, les hautes fenêtres permettant une abondante lumière et la coupole au-dessus de la croisée du transept, rappellent aussi l'architecture italienne légèrement antérieure, comme celle de Carlo Maderno. Par contre, les proportions élevées (la coupole est haute de 55 m) seraient plutôt à rapprocher de l'art gothique français.
La façade, objet d'importants travaux de restauration d'août 2011 à octobre 2012, est également composée comme une façade italienne, mais sa verticalité rappelle le gothique, et son caractère très orné, l'architecture des Pays-Bas. La principale source d'inspiration aurait pu être la façade de l’église Saint-Gervais-Saint-Protais de Paris, réalisée en 1618 par Salomon de Brosse : on retrouve la même organisation en trois travées sur deux niveaux pour les travées latérales et sur trois pour la travée centrale, mise en valeur par un ressaut  et des colonnes accouplées. Les ordres employés sont le corinthien (sur les deux niveaux inférieurs) et le composite.
En juillet 2014, un important échafaudage a été mis en place afin de restaurer les verrières du lanternon au-dessus de la coupole ainsi que la croix sommitale, laquelle culmine à 56 mètres.

Vues générales de la nef
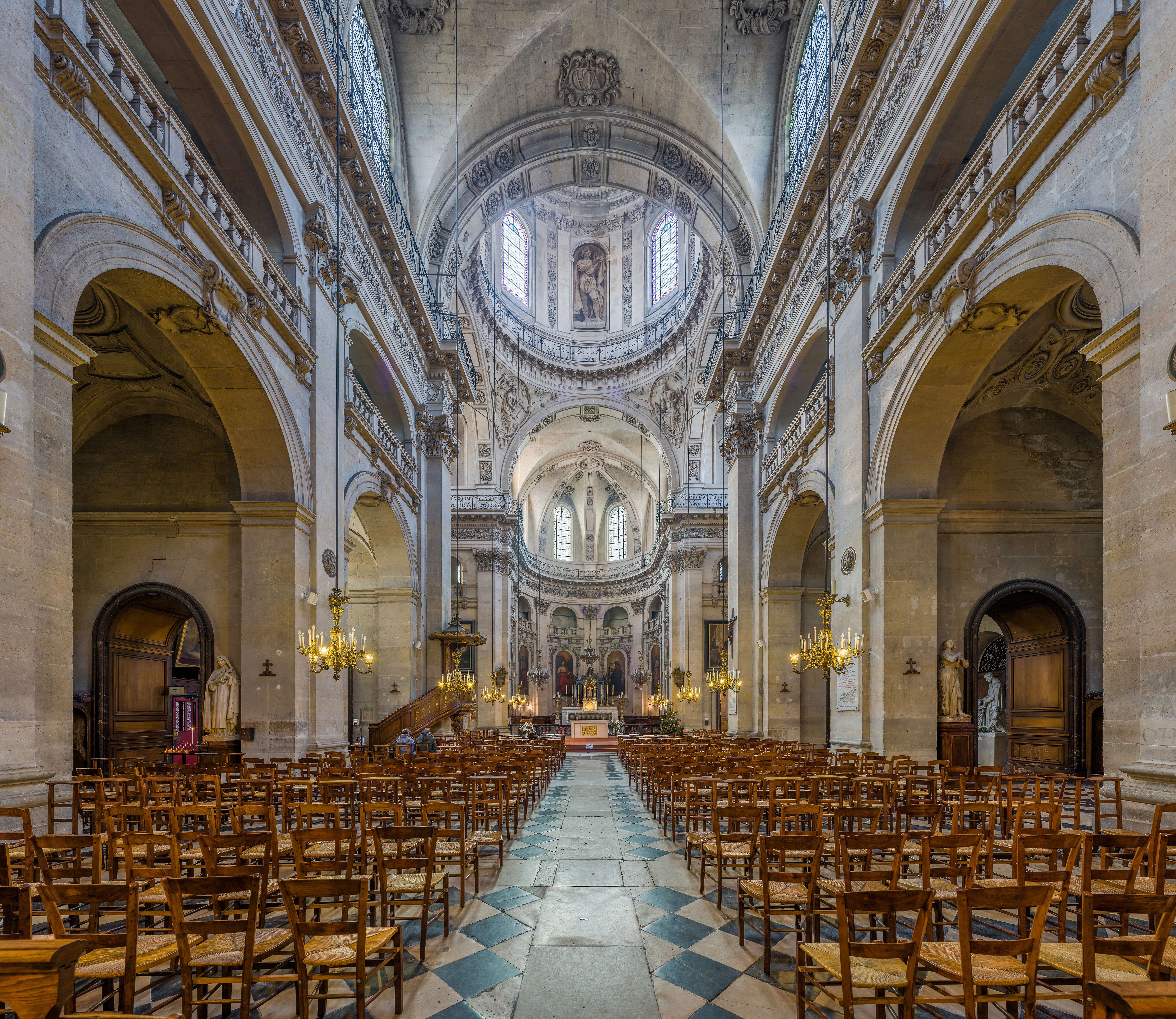
Vers l'autel .
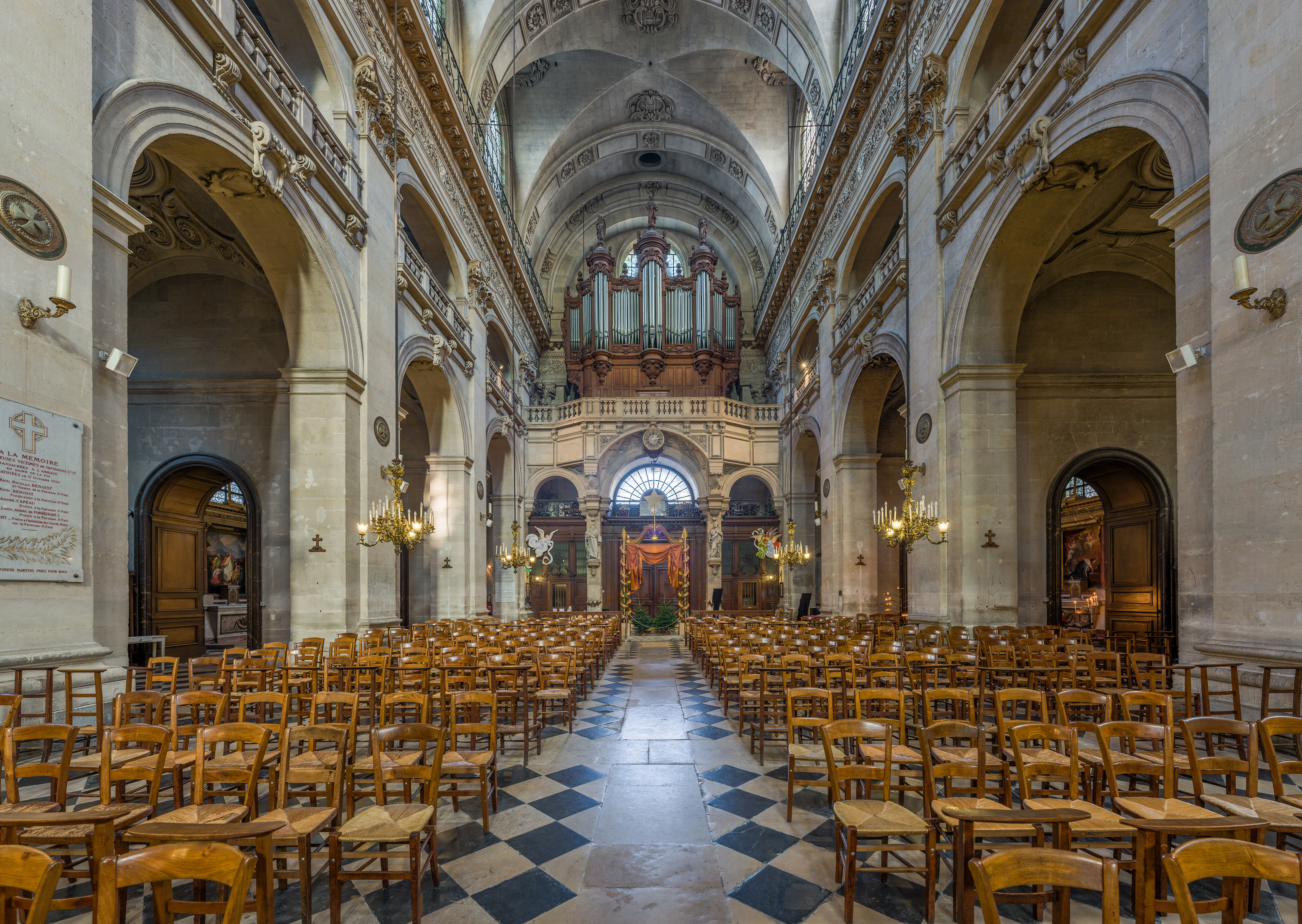
Vers l'entrée et l'orgue de tribune.

Depuis 2017, les vitraux baroques sont restaurés les uns après les autres grâce à du mécénat privé via la Fondation pour l'avenir du patrimoine à Paris, fondation hébergée par la Fondation Notre-Dame : les vitraux de la chapelle de la Vierge et du Calvaire en 2018, ceux du transept est en 2019 et du transept ouest en 2020.
En 2020, l'entrée est, du côté du passage Saint-Paul, a été restaurée par la Ville de Paris. La grille en fer forgée fleurdelisée et dorée a été redécouverte et restaurée à cette occasion. La rénovation de l'entrée ouest est en projet.
En 2020-2021, les baies basses 12,13,14,15 et 16 (entrée ouest, sainte Marie Madeleine, saint Jérôme, saint Louis et saint Paul) ont été restaurées par le mécénat, en 2022 les deux dernières baies basses 17 et 18 (saint Joseph et saint Jean Baptiste), en 2023 tous les petits vitraux des tribunes et en 2024 les deux baies hautes dans le choeur et en 2025 les deux baies hautes à l'est dans le choeur. 

## Patrimoine

### Les orgues

#### Le grand orgue de tribune
Buffet de 1867 (classé monument historique). Orgue Martin (1871) restauré par Danion-Gonzalez (1972) puis par Bernard Dargassies en deux tranches (1999 et 2005) : 3 claviers de 56 notes et pédalier de 30 notes ; transmissions électriques ; 40 jeux (33 réels).

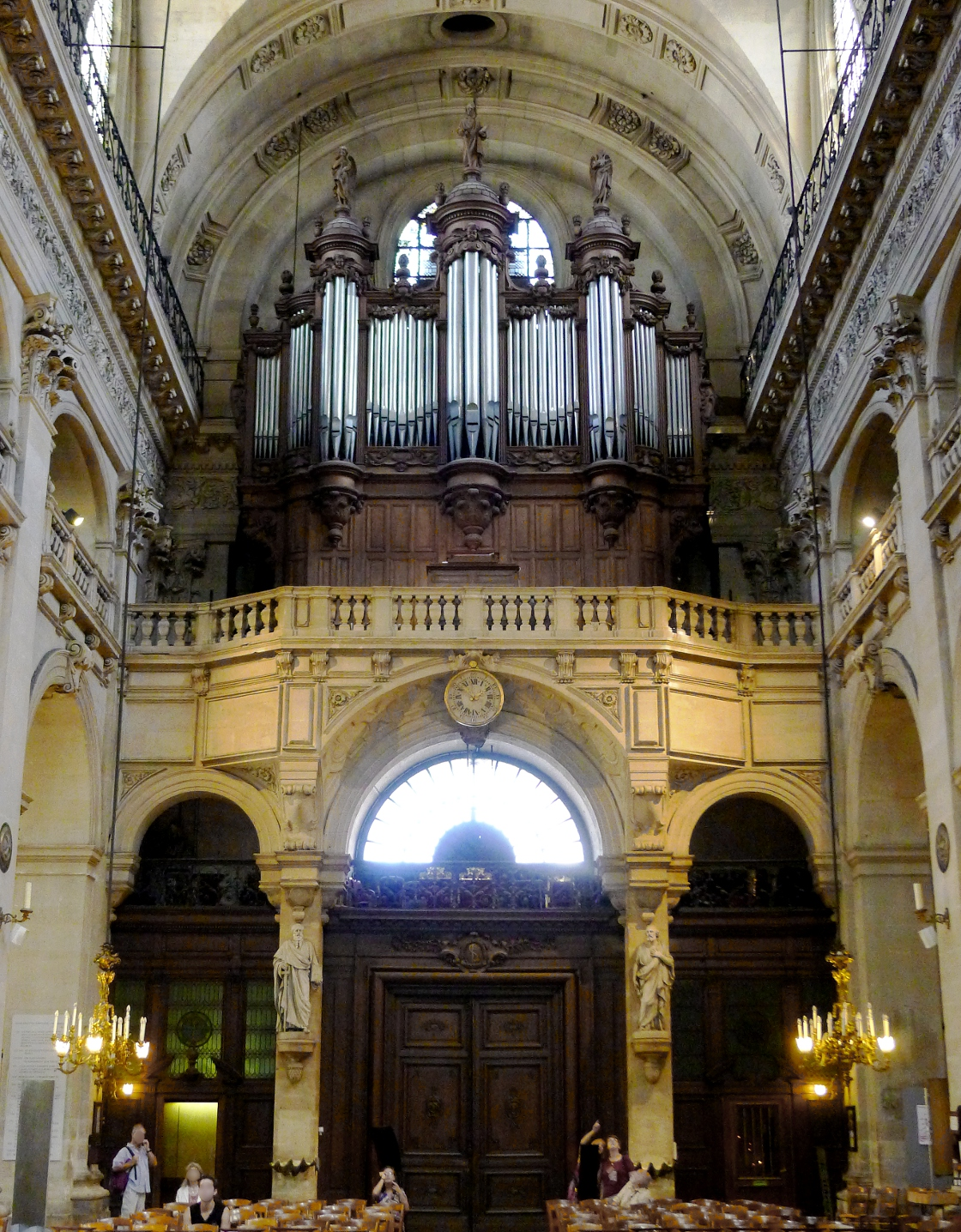
L'l'orgue de tribune.

Composition
| Grand-orgue 56 notes |
| Bourdon 16'          |
| Montre 16'           |
| Bourdon 8'           |
| Montre 8'            |
| Prestant 4'          |
| Doublette 2'         |
| Plein-jeu V          |
| Cornet V             |
| Bombarde 16'         |
| Trompette 8'         |
| Clairon 4'           |

| Positif 56 notes |
| Bourdon 8'       |
| Flûte 8'         |
| Montre 8'        |
| Prestant 4'      |
| Nasard 2' 2/3    |
| Doublette 2'     |
| Tierce 1' 3/5    |
| Plein-jeu III    |
| Trompette 8'     |
| Clairon 4'       |

| Récit expressif 56 notes |
| Bourdon 8'               |
| Dulciane 8'              |
| Voix céleste 8'          |
| Flûte à cheminée 4'      |
| Quarte 2'                |
| Sesquialtera II          |
| Plein-jeu III            |
| Bombarde douce 16'       |
| Trompette 8'             |
| Hautbois 8'              |

| Pédale 30 notes |
| Soubasse 16'    |
| Bourdon 8'      |
| Bourdon 4'      |
| Flûte 16'       |
| Flûte 8'        |
| Flûte 4'        |
| Bombarde 16'    |
| Trompette 8'    |
| Clairon 4'      |

#### L'orgue de chœur
Orgue Krischer (XIXe siècle) : 2 claviers de 56 notes et pédalier de 30 notes ; transmissions mécaniques ; 13 jeux.
Composition
| Grand-Orgue 56 notes |
| Montre 8'            |
| Bourdon 8'           |
| Salicional 8'        |
| Prestant 4'          |
| Doublette 2'         |
| Fourniture IV rgs    |

| Récit expressif 56 notes |
| Gambe 8'                 |
| Bourdon 8'               |
| Flûte 4'                 |
| Basson-hautbois 8'       |
| Trompette 8'             |
| Clairon 4'               |

| Pédale 30 notes |
| Soubasse 16'    |

### Autres éléments remarquables
- Le Christ en agonie au jardin des oliviers d'Eugène Delacroix, huile sur toile exposée au Salon de 1827.
- La Mort de Saint Louis de Jacques de Létin[7].
- Une Vierge douloureuse (1586) de Germain Pilon, initialement destinée à la rotonde des Valois de la basilique Saint-Denis[8].
- À droite, une plaque à la mémoire de cinq prêtres de la paroisse Saint-Paul assassinés lors des massacres de Septembre (2 au 5 septembre 1792) pour avoir refusé de prêter serment à la constitution civile du clergé[9], et béatifiés par pape Pie XI en 1926.
- Une inscription presque effacée « République fancaise ou la mort (sic) » sur le deuxième pilier du côté droit de la nef datant de la Commune de Paris et de l'incendie du dôme de Saint-Paul. Malgré les actions de nettoyage successives, le graffiti a traversé les siècles[10].
- Coquilles de deux bénitiers offertes par Victor Hugo à l'occasion du mariage de sa fille Léopoldine en 1843.
- Le marbre blanc du maître-autel, déplacé et refait sous Louis-Philippe, provient des fragments du tombeau de l'Empereur aux Invalides.
- Les Pèlerins d'Emmaüs par François Anguier (1604-1669), bas-relief en bronze doré sur l'autel principal face au public.
- La sacristie monumentale contenant un tableau de la crucifixion du Christ autrefois dans la chapelle de la prison de la Bastille, ainsi que trois peintures au-dessus du chasublier principal attribuées à Philippe de Champaigne.
- La crypte contient les sépultures des jésuites des XVIIe et XVIIIe siècles, dont François d'Aix de La Chaise, ainsi que celles de laïcs, dont Catherine-Henriette de Bourbon, duchesse d'Elbeuf, duchesse légitimée de France, Louis-Henri de La Tour d'Auvergne, comte d'Évreux et son épouse, le cœur du cardinal Jacques Davy du Perron.
- Une chapelle des catéchismes construite en 1840 et récemment rénovée le long du passage reliant le passage Saint-Paul à la rue Charlemagne.

## Dans la littérature
Dans Les Misérables, l'écrivain Victor Hugo situe dans cette église le mariage entre Cosette et Marius.

## Dans les arts plastiques
- Le dôme de l'église est un thème majeur dans l'œuvre du peintre Paul de Lapparent (1869-1946).

Vues de l'église Saint-Paul-Saint-Louis
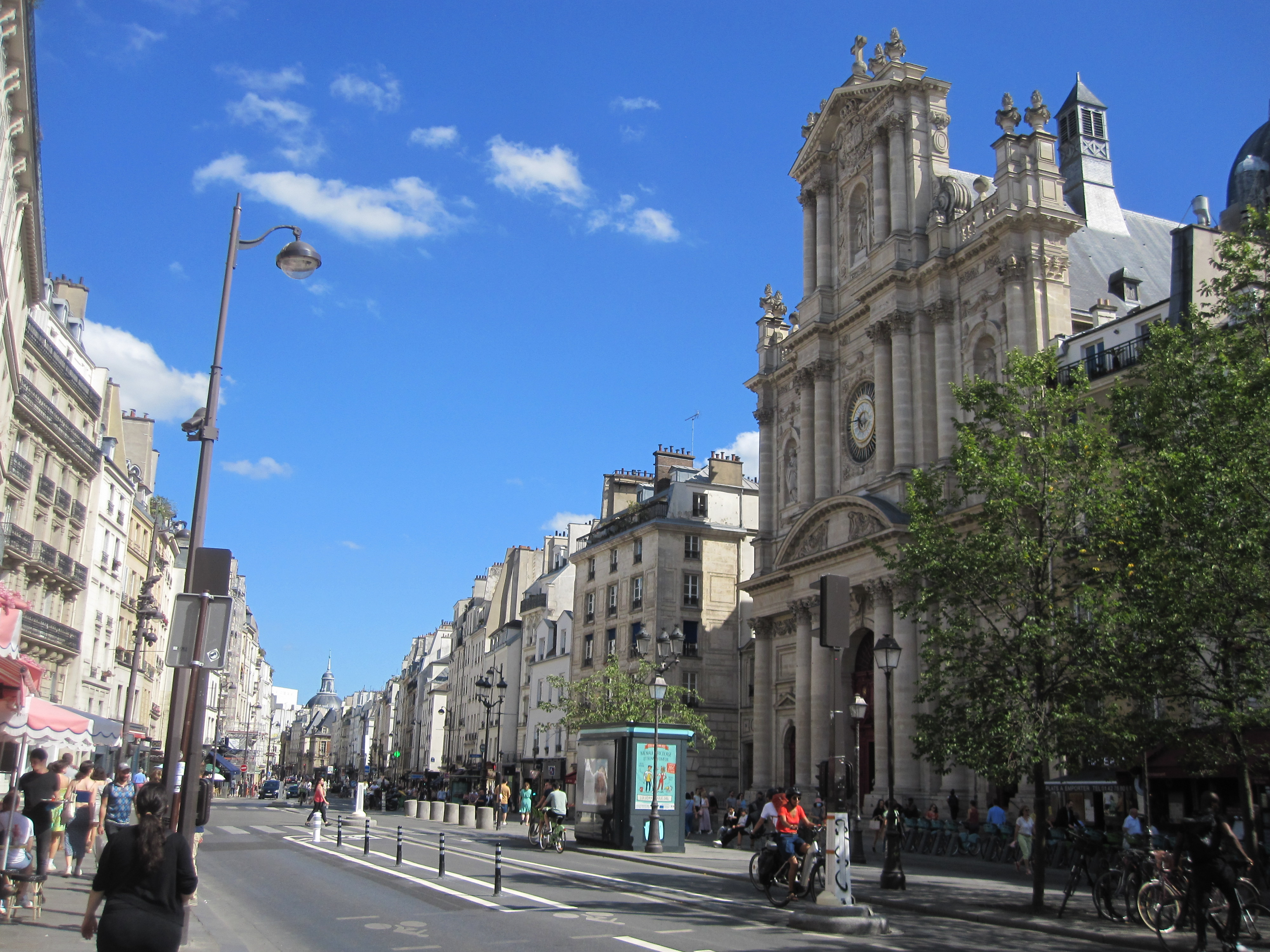
L'église rue Saint-Antoine, vue du début de la rue de Rivoli.
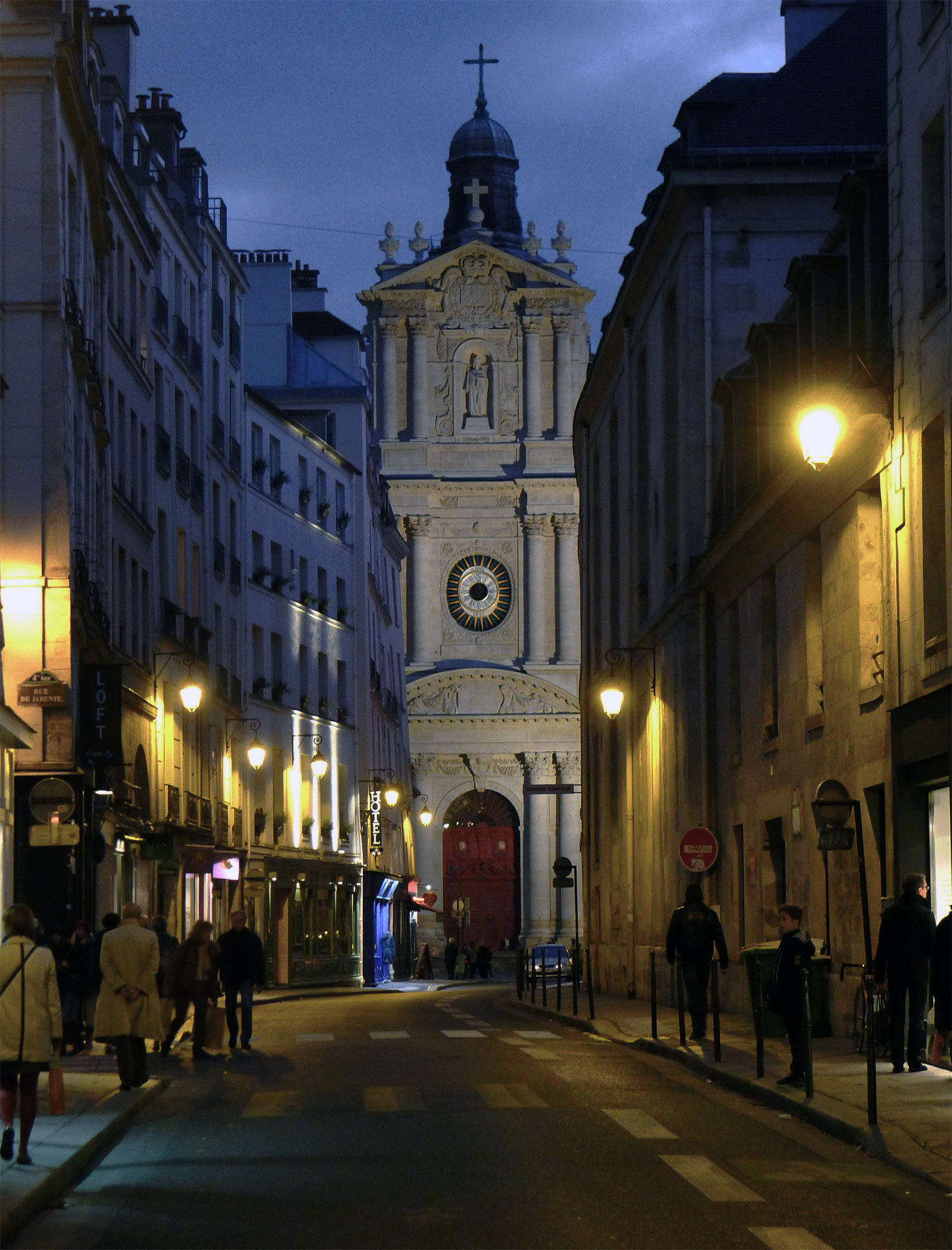
De la rue Madame-de-Sévigné la nuit.
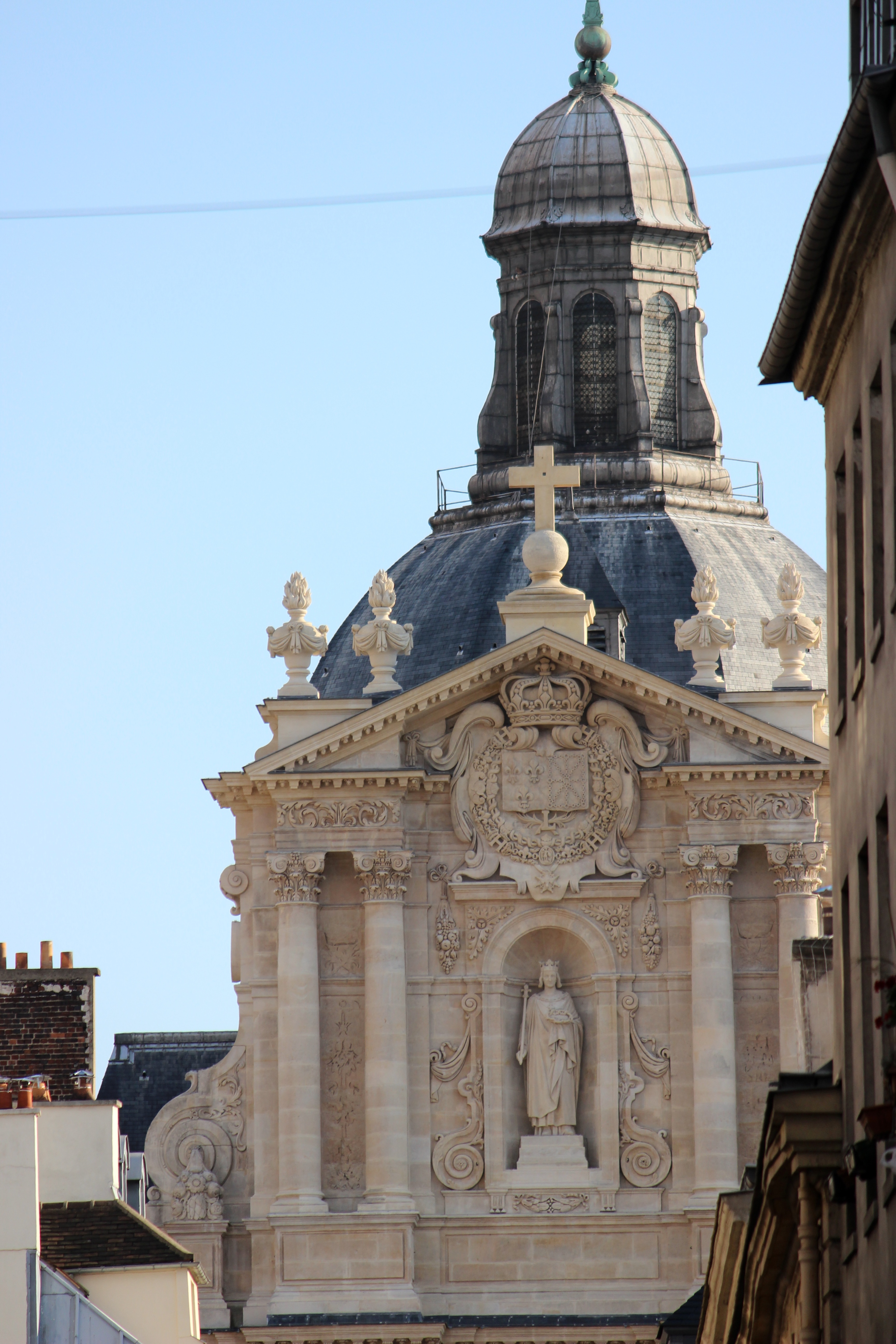
Statue de Saint Louis en haut de la façade.
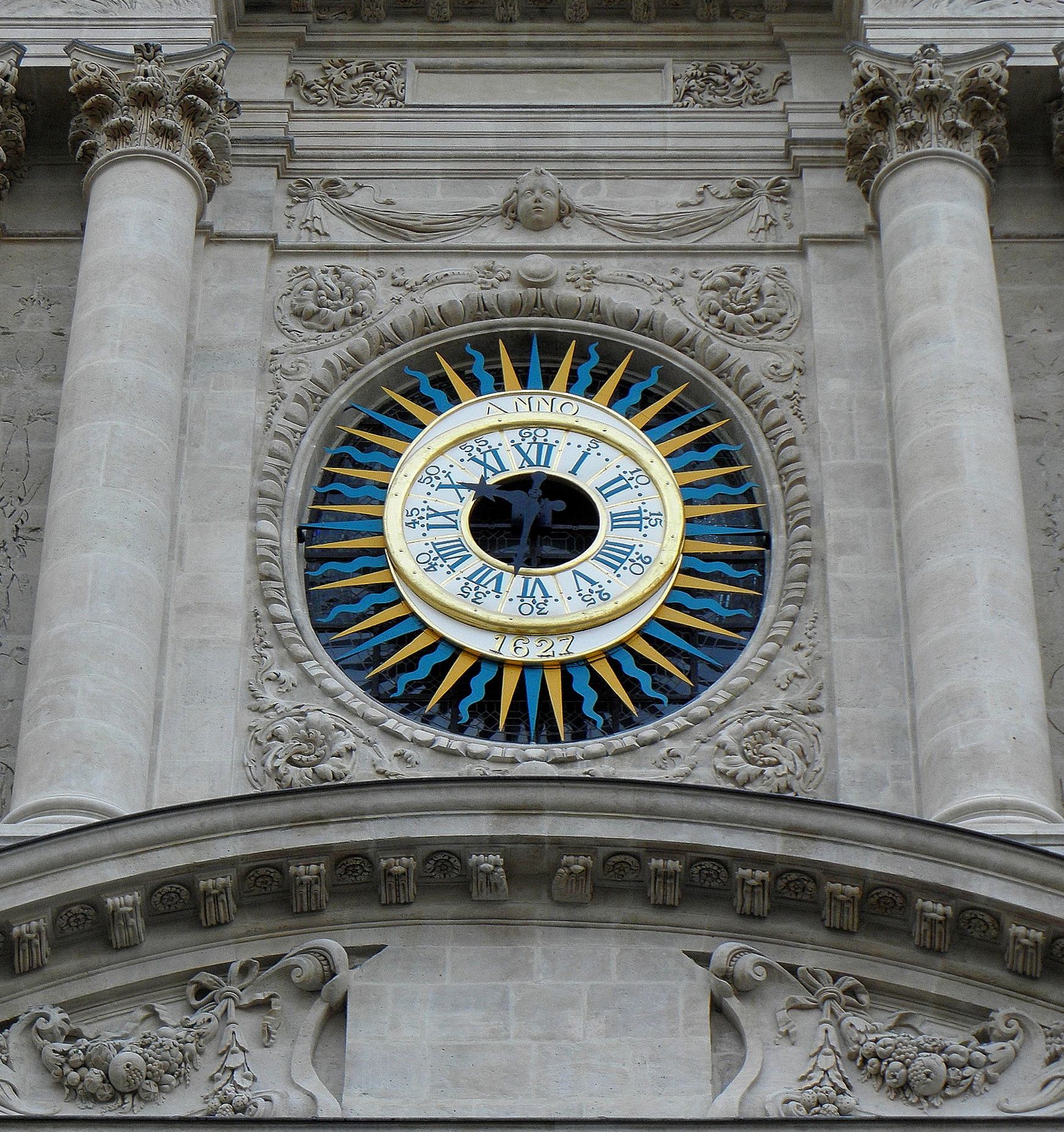
Horloge d'Henry Lepaute (1627) de l’ancienne  église Saint-Paul.
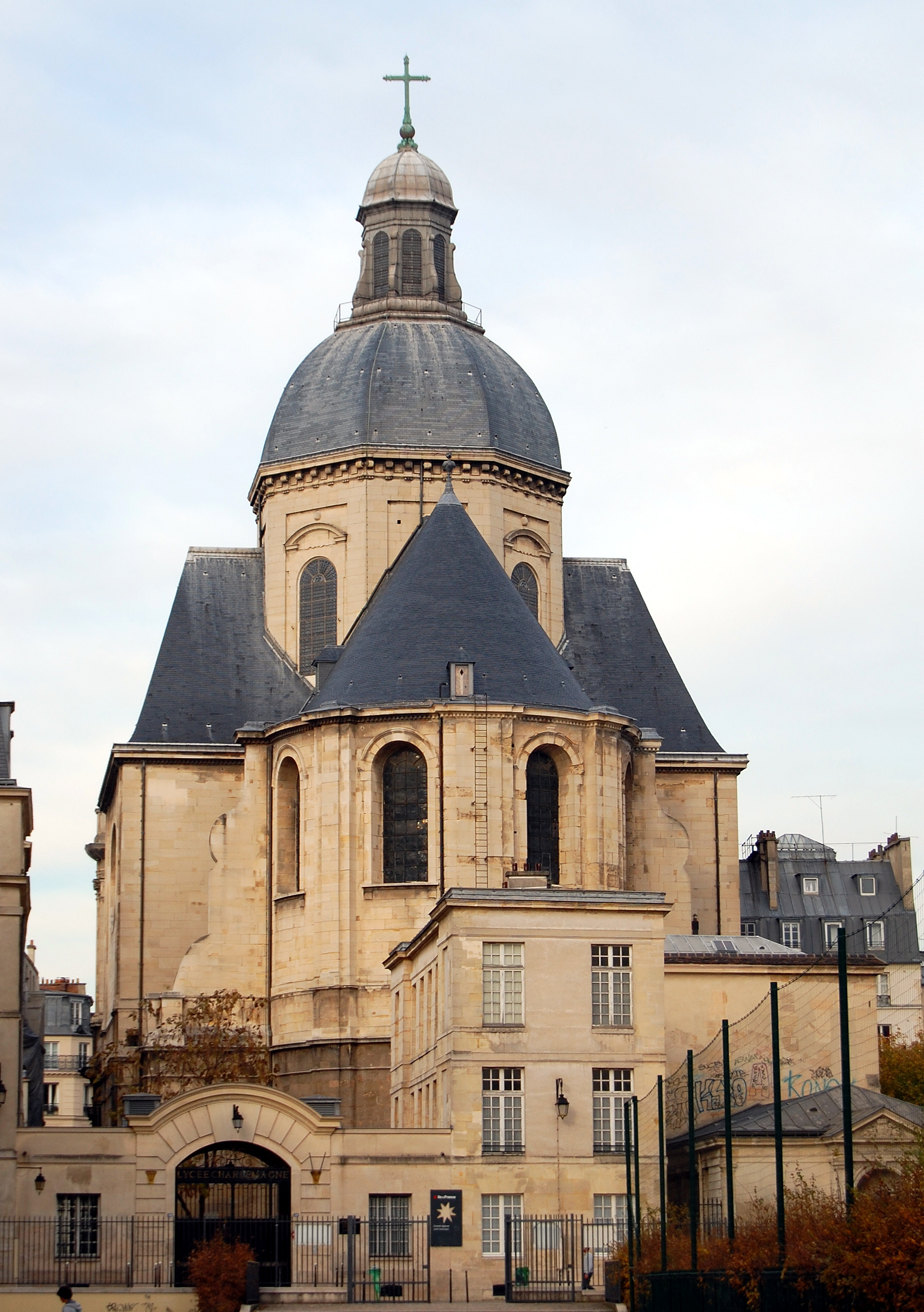
Abside et coupole.
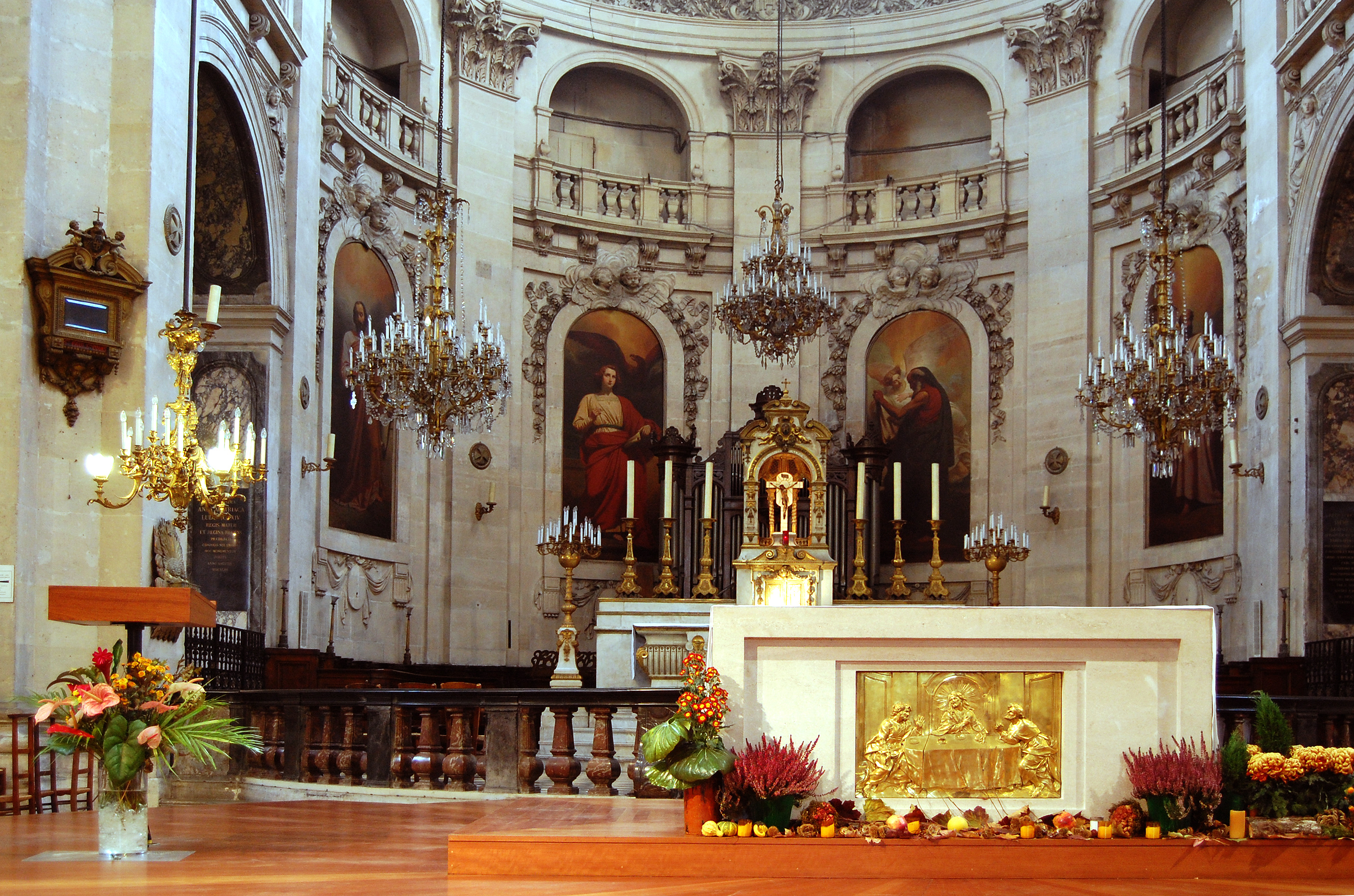
Le chœur et l'abside.
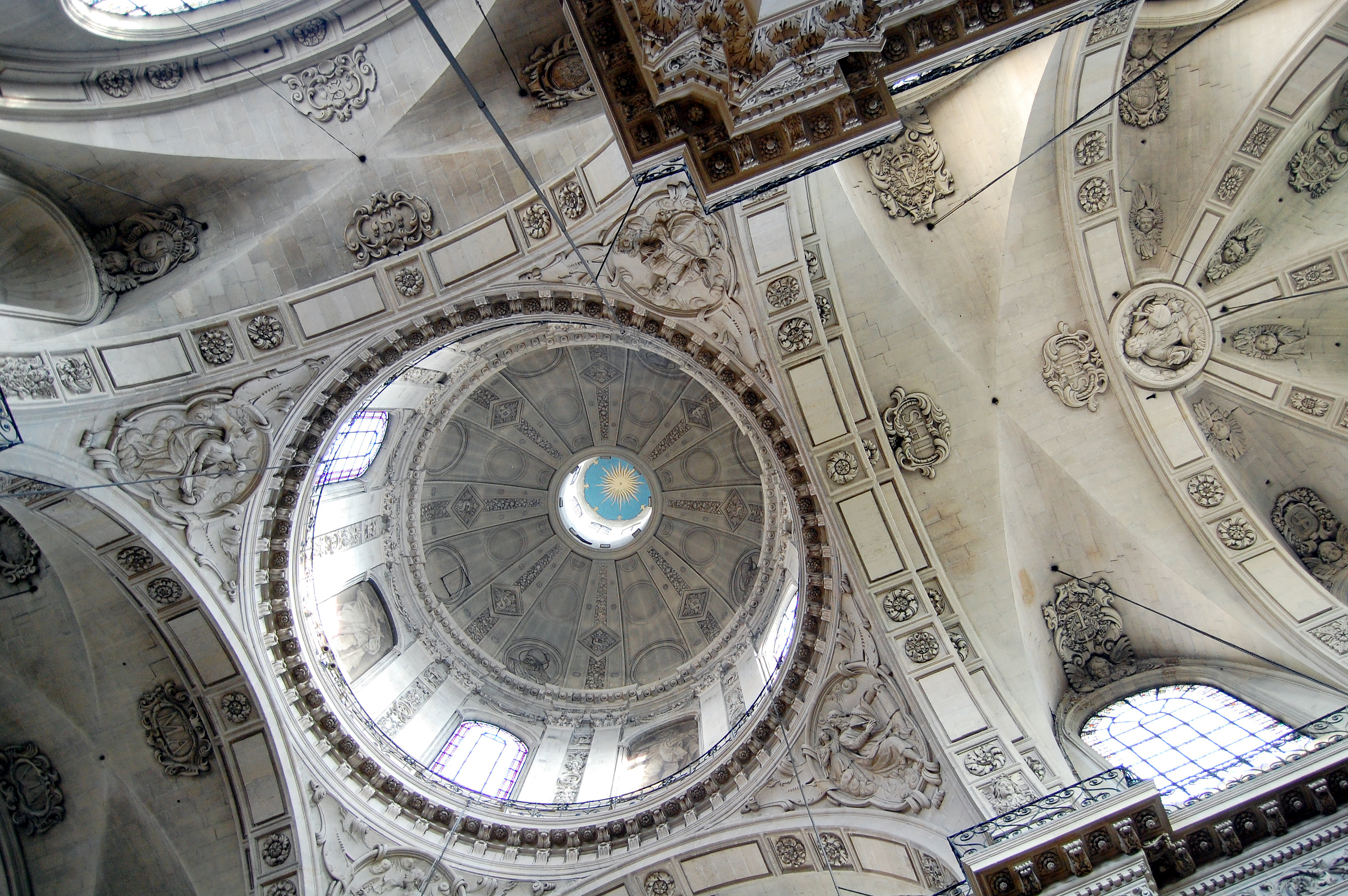
La croisée du transept (partie centrale du transept surmontée d'une coupole).
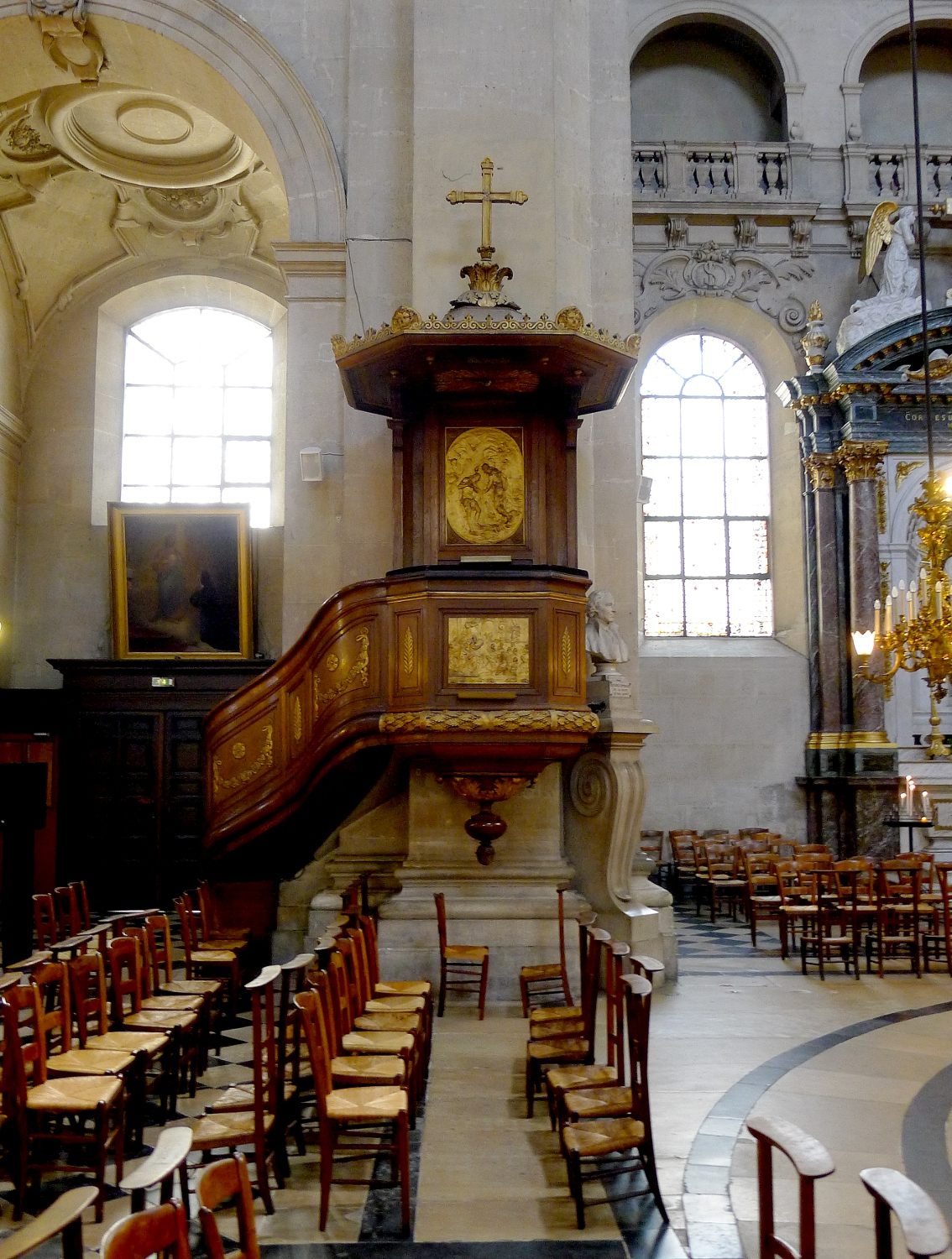
La chaire.
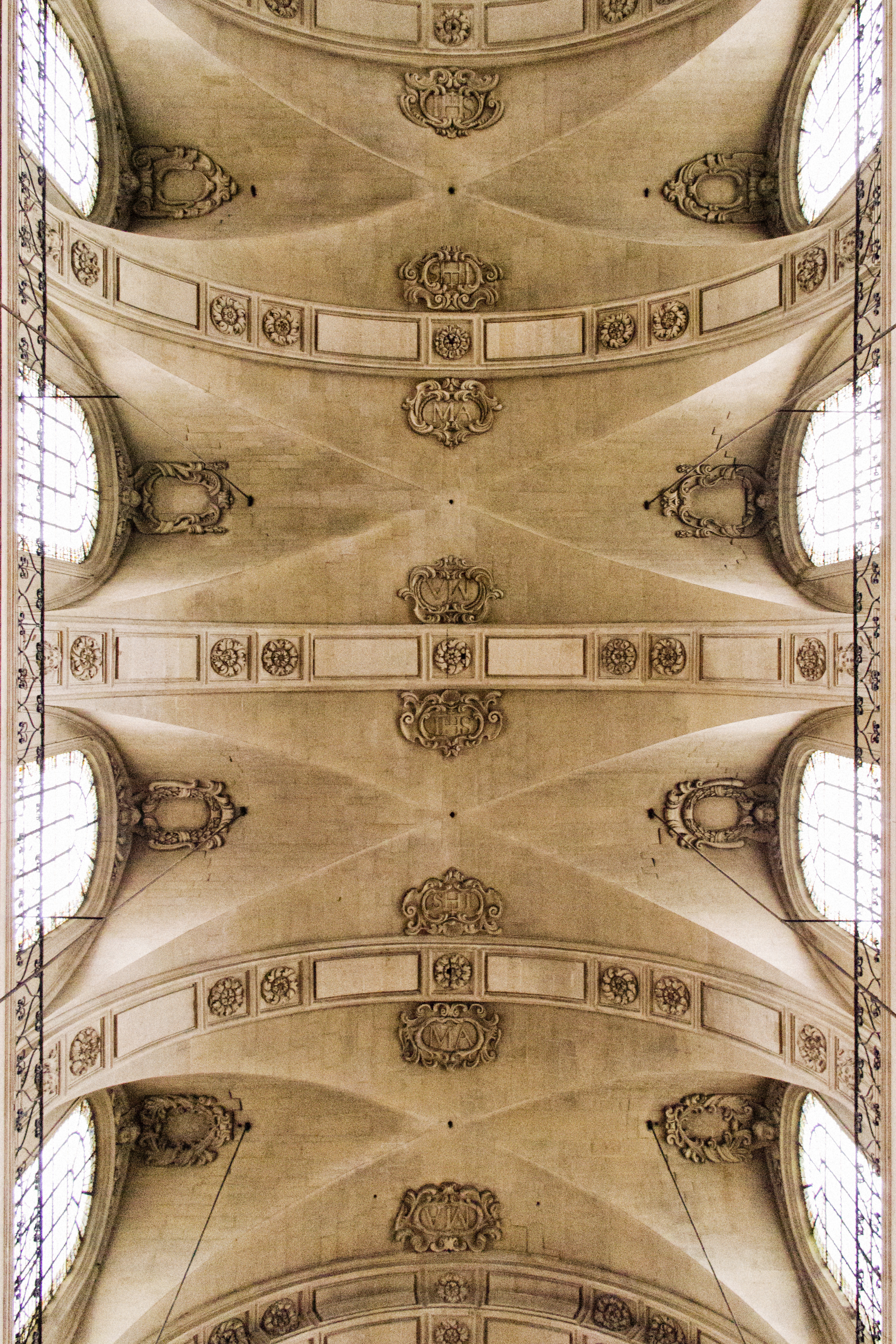
Voûtes.
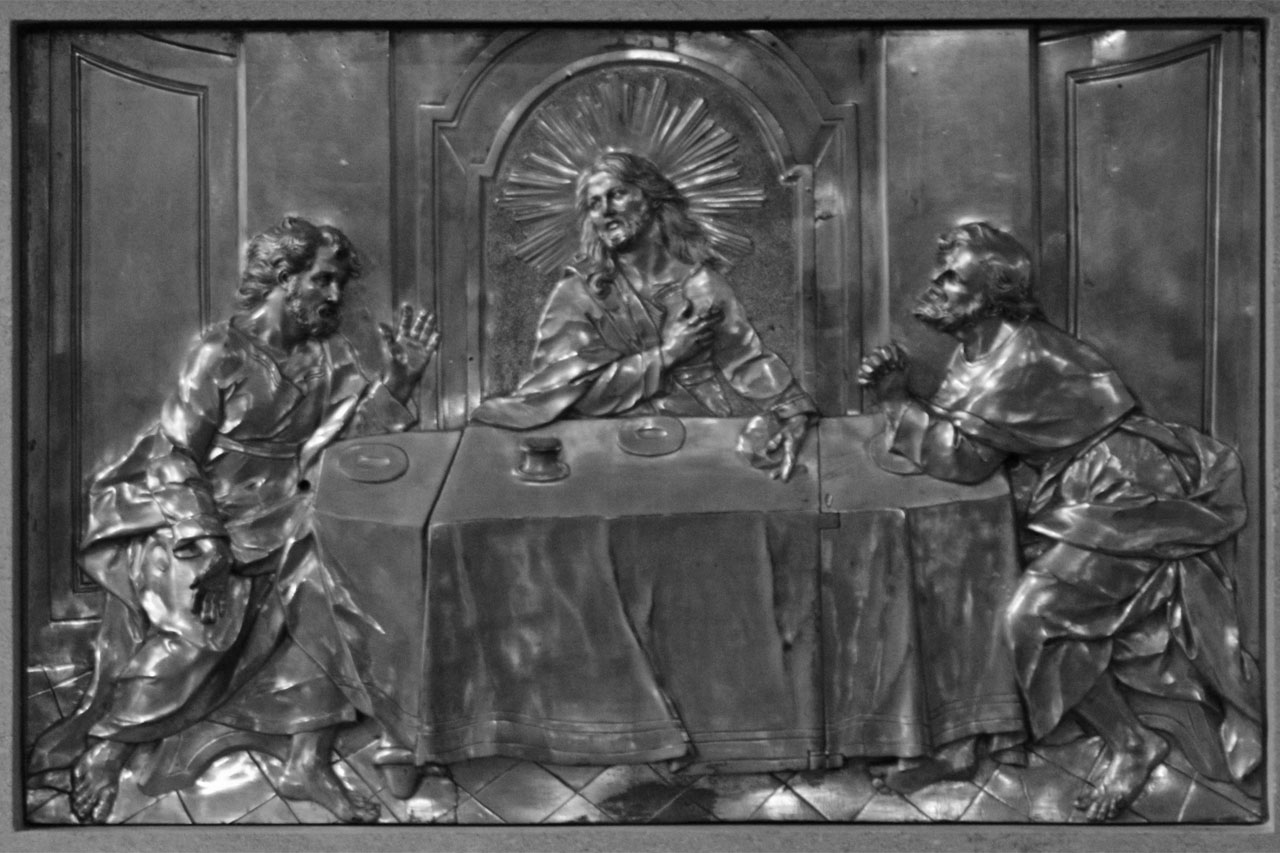
Michel Anguier, Les Pèlerins d'Emmaüs.
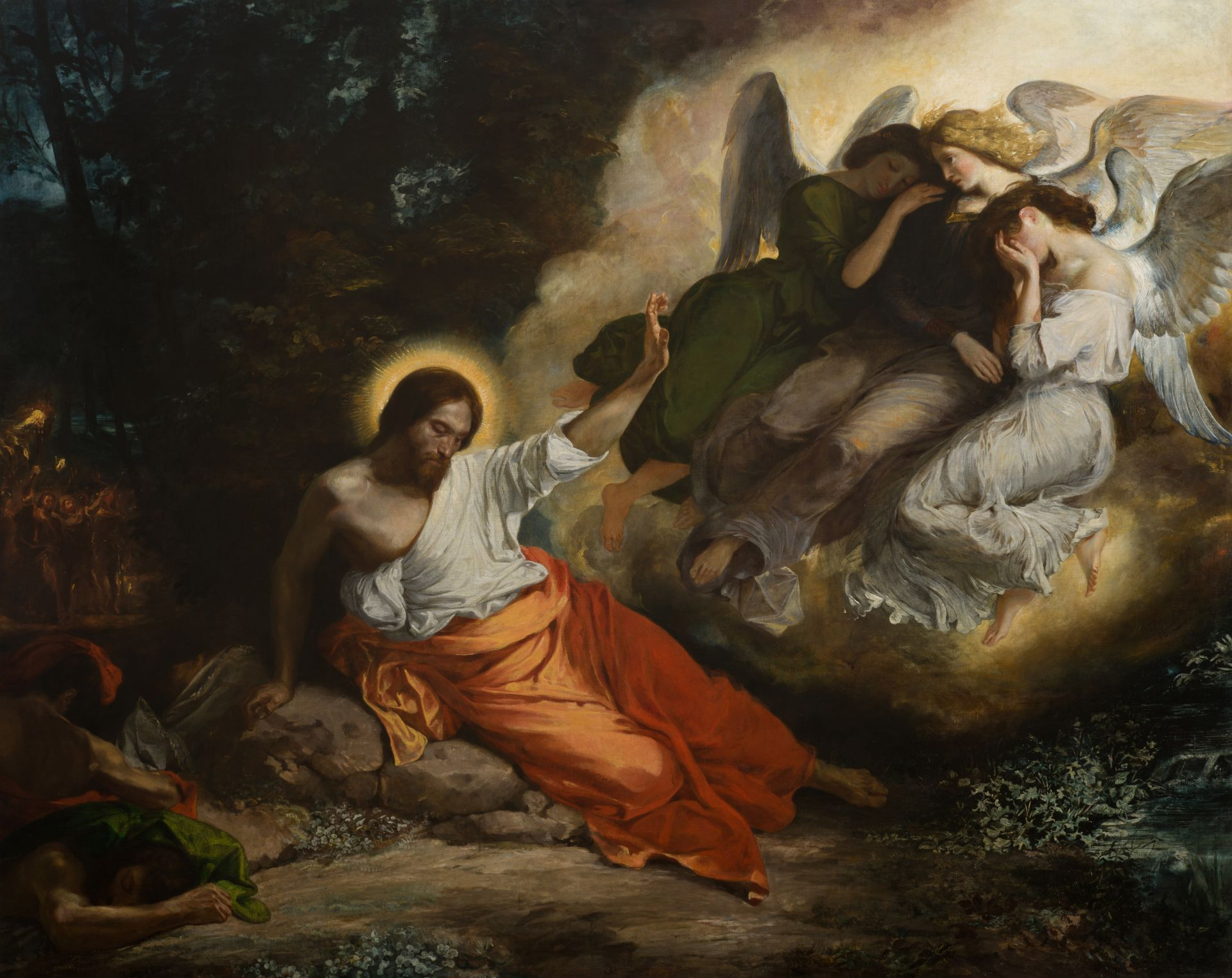
Eugène Delacroix, Le Christ au Jardin des Oliviers (1827).

## Personnalités baptisées dans l'église
- Madame de Sévigné, en 1626, dans la première chapelle Saint-Louis.
- Jean-Jacques Olier, fondateur des Prêtres de Saint-Sulpice (1608-1657) : 20 septembre 1608.

## Curés notables
- Éric de Moulins-Beaufort, de 2000 à 2005.